# 名古屋市立緑小学校
名古屋市立緑小学校（なごやしりつ みどりしょうがっこう）は、愛知県名古屋市緑区鳴海町前之輪にある公立小学校。

## 概要
- 青山1・2丁目、鳴海町（石堀山、京田、前之輪、諏訪山、太鼓田、天白川内、中汐田、母呂後、丸内、山腰など）などが通学区域であり、公立中学校の進学先は名古屋市立左京山中学校である[1][2]。

## 沿革
- 1967年（昭和42年）4月 - 名古屋市立鳴海小学校前之輪分校として設置される。鳴海小学校の学区のうち、国道1号以南の地区を学区とする。
- 1968年（昭和43年）4月 - 前之輪分校が名古屋市立緑小学校として独立し、開校する。
- 1969年（昭和44年） - プールが完成する。
- 1972年（昭和47年）11月 - 体育館、特別教室棟が完成する。
- 1979年（昭和54年）3月 - 校舎を増築する。
- 1992年（平成4年）3月 - 西校舎が完成する。

## 交通アクセス
- 名鉄名古屋本線鳴海駅下車、徒歩約12分。
- JR東海東海道本線大高駅下車、徒歩約12分。
- 名古屋市営バス【鳴海11系統】、【有松11系統】「前ノ輪」バス停より徒歩約2分。

## 周辺施設
- 鳴海八幡宮　※隣接
- 名鉄名古屋本線鳴海駅
- 東海道本線大高駅